# Estrone sulfate (dược phẩm)
Estrone sulfate (E1S) là một loại thuốc estrogen và hormone steroid tự nhiên. Nó được sử dụng trong liệu pháp hormone mãn kinh trong số các chỉ định khác.   Khi natri muối (natri estrone sulfate), nó là thành phần estrogen chủ yếu của estrogen liên hợp (Premarin) và estrogen este hóa (Estratab, Menest). Bên cạnh đó, E1S được sử dụng ngày của riêng mình như piperazine muối estropipate (piperazine estrone sulfate; Ogen).   Các hợp chất cũng xảy ra như là một chất chuyển hóa chính và quan trọng của estradiol và estrone.  E1S thường được dùng bằng đường uống nhất, nhưng ở dạng Premarin cũng có thể được thực hiện bằng các đường tiêm như xuyên da, âm đạo và tiêm.

## Sử dụng trong y tế
E1S được sử dụng trong liệu pháp hormone mãn kinh trong số các chỉ định khác.

## Dược lý

### Dược lực học
Bản thân E1S về cơ bản là không hoạt động về mặt sinh học, với ít hơn 1% ái lực liên kết tương đối của estradiol đối với các thụ thể estrogen (ERs), ERα và ERβ. Hợp chất này hoạt động như một tiền chất của estrone và quan trọng hơn là estradiol, chất sau này là chất chủ vận mạnh của ER. Do đó, E1S là một estrogen.

### Dược động học
E1S bị cắt bởi steroid sulfatase (còn gọi là estrogen sulfatase) thành estrone. Đồng thời, estrogen sulfotransferase biến đổi estrone trở lại thành E1S, dẫn đến sự cân bằng giữa hai steroid trong các mô khác nhau.  E1S được cho là đóng vai trò là một tiền chất tác dụng nhanh chóng của estradiol và cũng là một kho chứa estradiol lâu dài trong cơ thể, giúp kéo dài đáng kể thời gian sử dụng estradiol khi sử dụng làm thuốc.
Khi estradiol được dùng bằng đường uống, nó phải chịu sự chuyển hóa lần đầu tiên (95%) trong ruột và gan. Một liều dùng duy nhất của estradiol được hấp thụ 15% dưới dạng estrone, 25% dưới dạng E1S, 25% dưới dạng estradiol glucuronide và 25% dưới dạng estrone glucuronide.  Sự hình thành liên hợp estrogen glucuronide đặc biệt quan trọng với estradiol đường uống vì tỷ lệ estrogen glucuronide liên hợp trong tuần hoàn cao hơn nhiều so với uống qua đường uống so với estradiol đường tiêm.  Estrone glucuronide có thể được chuyển trở lại thành estradiol, và một nhóm lớn estrogen glucuronide và sulfate liên hợp phục vụ như một kho chứa estradiol kéo dài có hiệu quả kéo dài thời gian bán hủy cuối cùng của estradiol.   Để chứng minh tầm quan trọng của chuyển hóa lần đầu và bể chứa liên hợp estrogen trong dược động học của estradiol,  thời gian bán hủy cuối cùng của estradiol đường uống là 13 đến 20   giờ  trong khi với tiêm tĩnh mạch, thời gian bán hủy cuối cùng của nó chỉ khoảng 1 đến 2 giờ  Bản mẫu:Relative oral potencies of estrogens

## Hóa học
E1S, còn được gọi là estrone 3-sulfate hoặc estra-1,3,5 (10) -trien-17-one 3-sulfate, là một steroid estrane tự nhiên và dẫn xuất của estrone. Nó là một estrogen liên hợp hoặc ester, và đặc biệt là este sulfat C3 của estrone.  Các muối của E1S bao gồm natri estrone sulfat và estropipate (piperazine estrone sulfate).